# Giovani (album)
Giovani è il secondo album in studio del cantautore italiano Irama, pubblicato il 19 ottobre 2018 dalla Warner Music Italy.

## Tracce
1. Bella e rovinata – 3:21 (testo: Davide Epicoco, Filippo Maria Fanti – musica: Andrea Debernardi, Giulio Nenna)
2. Rockstar – 2:55 (testo: Giuseppe Colonnelli, Filippo Maria Fanti – musica: Andrea Debernardi, Filippo Maria Fanti, Giulio Nenna)
3. Non mollo mai – 3:29 (testo: Giuseppe Colonnelli, Filippo Maria Fanti – musica: Mikael Jarkko Ehnqvist, Matias Veikko Olavi Keskiruokanen, Kalle August Leonard Lindroth)
4. Icaro – 3:40 (testo: Filippo Maria Fanti – musica: Andrea Debernardi, Giulio Nenna)
5. Stanotte – 3:29 (testo: Giuseppe Colonnelli, Filippo Maria Fanti – musica: Andrea Debernardi, Filippo Maria Fanti, Giulio Nenna)
6. Poi, poi, poi... – 2:50 (testo: Filippo Maria Fanti – musica: Andrea Debernardi, Giulio Nenna)
7. Escort – 2:50 (testo: Giuseppe Colonnelli, Filippo Maria Fanti – musica: Andrea Debernardi, Filippo Maria Fanti, Giulio Nenna, Valerio Tufo)
8. Vuoi sposarmi – 3:29 (testo: Giuseppe Colonnelli, Filippo Maria Fanti, Giulio Nenna – musica: Mikael Jarkko Ehnqvist, Matias Veikko Olavi Keskiruokanen, Kalle August Leonard Lindroth)
9. Sceglimi – 2:55 (testo: Paolo Antonacci, Filippo Maria Fanti, Davide Simonetta – musica: Paolo Antonacci, Davide Simonetta)
10. Giovani – 3:12 (testo: Giuseppe Colonnelli, Filippo Maria Fanti – musica: Andrea Debernardi, Filippo Maria Fanti, Giulio Nenna)

## Formazione
Musicisti
- Irama – voce
- Martino Dellacqua – basso
- Andrea Debenardi – basso, batteria, percussioni, cori
- Matias Keskiruokanen – basso, chitarra, percussioni, pianoforte, tastiere, cori
- Emmanuele Pella – batteria
- Francesco Monti – chitarra, chitarra acustica
- Giulio Nenna – chitarra, chitarra elettrica, moog, organo Hammond, pianoforte, sintetizzatore, talk box, cori
- Francesco Benotti – chitarra elettrica
- Danilo Galenda – chitarra elettrica
- Alex Gariazzo – chitarra elettrica
- Jacopo Mazza – pianoforte elettrico
- Valerio Tufo – tastiere, cori
- Silvia Adelaide – cori
- Rachel Dauchy – cori
- Giulia Nale – cori
- Michela Perotti – cori

Produzione
- Giulio Nenna – produttore (tracce 1, 2, 4-7, 9 e 10)
- Kalle Lindroth – produttore
- Marco Peraldo – produttore
- Michael Gario – produttore
- Matias Keskiruokanen – produttore (tracce 3 e 8), missaggio
- Andrea Debenardi – produttore(tracce 1, 2, 4-7, 9 e 10), registrazione, missaggio, mastering
- Marco Vialardi – assistente di studio

## Classifiche

### Classifiche settimanali
| Classifica (2018) | Posizione massima |
| ----------------- | ----------------- |
| Italia            | 1                 |
| Svizzera          | 88                |

### Classifiche di fine anno
| Classifica (2018) | Posizione |
| ----------------- | --------- |
| Italia            | 28        |

## Giovani per sempre
L'album è stato riedito con il nome Giovani per sempre, pubblicato l'8 febbraio 2019 in concomitanza con la partecipazione al Festival di Sanremo 2019.

### Singoli
L'unico singolo estratto è La ragazza con il cuore di latta, presentato in gara al festival e classificatosi al settimo posto al termine della manifestazione.

### Tracce
1. La ragazza con il cuore di latta – 3:42 (testo: Giuseppe Colonnelli, Filippo Maria Fanti – musica: Andrea Debernardi, Filippo Maria Fanti, Giulio Nenna)
2. Non mollo mai (feat. Vegas Jones & The Kolors) (Reload) – 3:29 (testo: Giuseppe Colonnelli, Filippo Maria Fanti, Matteo Privitera – musica: Mikael Jarkko Ehnqvist, Matias Veikko Olavi Keskiruokanen, Kalle August Leonard Lindroth)
3. Icaro (feat. Mr. Rain) – 3:41 (testo: Mattia Balardi, Filippo Maria Fanti – musica: Andrea Debernardi, Giulio Nenna)
4. Bella e rovinata – 3:20
5. Rockstar – 2:54
6. Non mollo mai – 3:29
7. Icaro – 3:40
8. Stanotte – 3:28
9. Poi, poi, poi... – 2:50
10. Escort – 2:49
11. Vuoi sposarmi? – 3:28
12. Sceglimi – 2:55
13. Giovani – 3:12
14. Bella e rovinata (Unplugged) – 3:48

### Formazione
Musicisti
- Irama – voce
- Vegas Jones – voce (traccia 2)
- Mr. Rain – voce (traccia 3)
- Stash – voce (traccia 2), chitarra (traccia 2)
- Maurino Dellacqua – basso
- Andrea DB Debernardi – basso, batteria, percussioni, cori
- Matias Keskiruokanen – basso, chitarra, percussioni, pianoforte, tastiere, cori
- Emmanuele Pella – batteria
- Alex Fiordispino – batteria (traccia 2), percussioni (traccia 2)
- Francesco Monti – chitarra acustica
- Alex Gariazzo – chitarra, chitarra, acustica, chitarra elettrica
- Giulio Nenna – chitarra, chitarra elettrica, pianoforte, moog, organo Hammond, sintetizzatore, talk box, cori
- Danilo Galenda – chitarra elettrica
- Francesco Benotti – chitarra elettrica
- Jacopo Mazza – pianoforte elettrico
- Daniele Mona – sintetizzatore (traccia 2), percussioni (traccia 2)
- Valerio Tufo – tastiere, wurlitzer, cori
- Antonio Galbiati – cori
- Emanuela Cortesi – cori
- Giulia Ellena – cori
- Giulia Nale – cori
- Leila Livnjak – cori
- Michela Perotti – cori
- Paul Rosette – cori
- Rachel Dauchy – cori
- Sherritta Duran – cori
- Silvia Adelaide – cori
- Harlem Gospel Choir – cori

Produzione
- Andrea DB Debernardi – produttore (tracce 1, 3-5, 7-10 e 12-14), registrazione, missaggio, mastering
- Matias Keskiruokanen – produttore (tracce 2, 6 e 11), registrazione, missaggio
- Giulio Nenna – produttore (tracce 1, 3-5, 7-10 e 12-14)
- Kalle Lindroth – produttore
- Marco Peraldo – produttore, registrazione
- Michael Gario – produttore, registrazione
- Francesco Gottardo – assistente di studio
- Marco Vialardi –assistente di studio

### Classifiche

#### Classifiche settimanali
| Classifica (2019) | Posizione massima |
| ----------------- | ----------------- |
| Italia            | 1                 |

#### Classifiche di fine anno
| Classifica (2019) | Posizione |
| ----------------- | --------- |
| Italia            | 36        |